# Eva Thöne
Eva Thöne (geboren 1986 in Göttingen) ist eine deutsche Journalistin.

## Leben
Thöne absolvierte ein Studium der Publizistik und der Politik- und Filmwissenschaft an der Universität Mainz und im norwegischen Tromsø und erhielt eine Ausbildung an der Deutschen Journalistenschule in München. Vor, während und nach ihrer Ausbildung war sie u. a. als freie Mitarbeiterin für die Frankfurter Rundschau, die Süddeutsche Zeitung, die taz, Die Zeit und das ZDF tätig, verfasste aber auch Artikel außerhalb des journalistischen Spektrums. Seit Januar 2015 war Thöne freie Mitarbeiterin im Kulturressort von Spiegel Online, seit Mai 2016 ist sie dort Redakteurin, ab Dezember 2017 stellvertretende Ressortleiterin und seit Mai 2019 Ressortleiterin.

## Auszeichnungen
- BVS Medienpreis 2013/2014[4]
- Helmut-Stegmann-Nachwuchs-Preis 2014